# Пльохівська сільська рада
Пльо́хівська сільська́ ра́да — орган місцевого самоврядування у Чернігівському районі Чернігівської області. Адміністративний центр — село Пльохів.

## Загальні відомості
Пльохівська сільська рада утворена в 1926 році.
05.02.1965 Указом Президії Верховної Ради Української РСР передано Довжицьку, Пльохівську, Рудківську, Хмільницьку та Шибиринівську Ріпкинського району — до складу Чернігівського району.
- Територія ради: 29,449 км²
- Населення ради: 690 осіб (станом на 2001 рік)

## Населені пункти
Сільській раді підпорядковані населені пункти:
- с. Пльохів
- с. Бірки
- с. Скугарі

## Склад ради
Рада складається з 12 депутатів та голови.
- Голова ради: Кравченко Анатолій Михайлович
- Секретар ради: Мекшун Тетяна Іванівна

### Керівний склад попередніх скликань
| ПІБ                           | Основні відомості                                                 | Дата обрання | Дата звільнення |
| ----------------------------- | ----------------------------------------------------------------- | ------------ | --------------- |
| Тарасенко Петро Петрович      | Сільський голова, 1958 року народження                            | 26.03.2006   | 31.10.2010      |
| Кравченко Анатолій Михайлович | Сільський голова, 1954 року народження, освіта вища, безпартійний | 31.10.2010   |                 |

Примітка: таблиця складена за даними джерела

### Депутати
За результатами місцевих виборів 2010 року депутатами ради стали:

#### За суб'єктами висування
| Суб'єкт висування | Кількість обраних депутатів | %    |
| ----------------- | --------------------------- | ---- |
| Самовисування     | 8                           | 66,7 |
| Партія регіонів   | 4                           | 33,3 |

#### За округами
| № округу        | Прізвище, ім'я, по батькові      | Дата визнання обраним | Освіта  | Партійна приналежність | Відомості про обраного депутата            |
| --------------- | -------------------------------- | --------------------- | ------- | ---------------------- | ------------------------------------------ |
| Партія регіонів |                                  |                       |         |                        |                                            |
| 6               | Єрко Олександр Михайлович        | 01.11.2010            | середня | член Партії регіонів   | пенсіонер                                  |
| 7               | Апанасенко Валентина Миколаївна  | 01.11.2010            | вища    | член Партії регіонів   | Бібліотека с. Пльохів, бібліотекар         |
| 9               | Яковенко Микола Васильович       | 01.11.2010            | середня | член Партії регіонів   | пенсіонер                                  |
| 10              | Тарасенко Микола Петрович        | 01.11.2010            | середня | член Партії регіонів   | пенсіонер                                  |
| Самовисування   |                                  |                       |         |                        |                                            |
| 1               | Жигір Ольга Віталіївна           | 01.11.2010            | середня | позапартійна           | домогосподарка                             |
| 2               | Таранова Ірина Анатоліївна       | 01.11.2010            | середня | позапартійна           | Шибиринівська загальноосвітня школа, повар |
| 3               | Мекшун Тетяна Іванівна           | 01.11.2010            | середня | позапартійна           | Сільська рада, секретар                    |
| 4               | Огилько Тетяна Анатоліївна       | 01.11.2010            | середня | позапартійна           | Поштове відділення с. Пльохів, листоноша   |
| 5               | Матвієнко Світлана Василівна     | 01.11.2010            | середня | позапартійна           | Домогосподарка                             |
| 8               | Ярошенко Зінаїда Григорівна      | 01.11.2010            | середня | позапартійна           | домогосподарка                             |
| 11              | Криволап Валентина Михайлівна    | 01.11.2010            | середня | позапартійна           | Управління праці, соціальний робітник      |
| 12              | Козлянченко Галина Олександрівна | 01.11.2010            | середня | позапартійна           | ПП Козлянченко О. М., продавець            |